# 林正之
林 正之（はやし まさゆき、1963年 - 2010年9月7日）は、日本の漫画家。千葉県出身。

## 来歴
1982年、日本大学文理学部心理学科に入学、文理学部漫画研究会に入部する。1986年、『バトルマシーン』（コミックアンソロジー）に掲載された「故郷の歌」で商業デビュー。ただし、実質上の商業デビューはその前年の『V-ZONE』にそうだまさゆき名義で掲載された「あなたを幸せにする死亡遊戯」。主に一話完結型のギャグ漫画を描いた。代表作は『極楽りんご』『ウラワザえもん』。2010年9月7日、食道癌にて死去。享年47。

## 人物
- 端正で丁重な絵柄と対照的に、登場人物ほぼ全員の性格が「バカ・アホ」で設定され、下ネタ、過激なパロディ、不条理ギャグ、風刺ネタを多用する。通常のギャグ漫画がボケとツッコミ役で成り立っているのに対し、ボケ役しか存在しないことが多い。些細なネタを誰も突っ込まないまま連続でボケたおす、または異様な方向にたたみかけながら展開して、読者を「作中に何が起きても笑える」状態に誘導する手法を得意とする。ホラー系、ゲーム系雑誌での活動が長い。
- 著作権法上、または表現の問題から単行本化が難しい作品がある。
- 酒をよく嗜み、漫画作成時も下書き寸前まで飲んでいるといった記述がある[1]。
- 日本大学漫画研究会では新田真子の後輩に当たる。在学中に「Soda」名義で個人誌を出している。
- 「タダで携帯を貰える星に出かけたが、行ってみると嘘だった。」という『銀河鉄道999』のパロディを執筆したところ、入稿3日前に危険度が高いと編集部からリテイクを出され、原稿を落としたことがある[2]。
- 「さざんかさっちゃん」単行本の推薦オビで田中圭一から、私でもここまでは書きませんといった内容のコメントを貰った。
- G＝ヒコロウが好きな漫画家の一人として林を挙げている。
- 渡辺電機(株)が個人ブログにおける追悼文の中で、1986年のコミックセレクションに掲載された林の「芦久砂太郎」や個人誌を見て衝撃を受けたこと、商業誌の作品にそれを上回るものがなく、才能を出し切らずに他界されたのは残念だという概要の記事を掲載した。

## 作品

### 単行本
- 黄金玉列島

1988年、朝日ソノラマ サンコミックス・ファイターシリーズ、全2巻、絶版
1. ISBN 4257961767
2. ISBN 4257961791

1996年、朝日ソノラマ 眠れぬ夜の奇妙な話コミックスから再版、全2巻、絶版
1. 上巻 ISBN 4257902663
2. 下巻 ISBN 4257902671

- 極楽りんご（1993年 - 1998年、朝日ソノラマ 眠れぬ夜の奇妙な話コミックス、全4巻、絶版）

1. ISBN 4257901934
2. ISBN 4257902213
3. ISBN 425790271X
4. ISBN 4257903562

- 人間更生法適用会社メディアワースト（2004年、メディアワークス、全1巻、絶版）
- さざんかさっちゃん（2008年、アスキーメディアワークス、全1巻）

1. ISBN 9784048670326

### 単行本（共書）
- 榊涼介&林正之のマルチプレイ三昧（通称「マルザン」）
  - 1998年、メディアワークス、榊涼介と共同執筆、全1巻、絶版
  - 2006年、復刊ドットコムから再版、全1巻、ブッキング発行

### 文庫本
- 極楽りんご（2001年、朝日ソノラマコミック文庫、全1巻、絶版、絶版）

単行本版にあった宗教ネタの回および「極楽りんご」以外の短編は未収録。
1. ISBN 4257721111

- それ行けりんご君!（2001年、朝日ソノラマコミック文庫、全1巻）

単行本版極楽りんごから「それ行けりんご君!」を抜き出して収録。
1. ISBN 4257721278

### 挿絵
- トレーディングカードゲーム「央華封神」カード挿絵（メディアワークス）
  - 　1998年9月、央華封神TCG基本セット＆拡張パック
    - 　・「話好きの長老」「逃げ惑う難民」「酔っ払いの親父」

  - 　1999年3月、央華封神TCG拡張パック 覇王の進撃
    - 　・「戦火から逃れる親子」「敗残兵が盗賊になっている」「薄暗い牢獄」

### 単行本未収録作品
- あなたを幸せにする死亡遊戯（1985年、V-ZONE、そうだまさゆき名義、短編）
- 故郷の歌ほか短編（通称マレジィシリーズ）（1986年 - 1987年、バトルマシーン、一話完結）
  - tomorrow（1986年、バトルマシーン2）
  - アライヴァル（1986年、バトルマシーン3、サンコミックス・ファイター版の黄金玉列島1巻に収録）
  - リベンジャー（1986年、バトルマシーン4）
  - ラッキードラゴン（1986年、バトルマシーン5）
  - マレジィズ（1987年、バトルマシーン6）
  - 闘魂アワー（1987年、バトルマシーン6、極楽りんご2巻に収録）
  - アーバンチャンピオン（1987年、バトルマシーン7、サンコミックス・ファイター版の黄金玉列島2巻に収録）
- 99（1990年、怪獣伝説）
- 狐日和-きつねびより-（1990年 ほんとにあった怖い話Vol.8 実話漫画 投稿者「P・N与太郎さん」、朝日ソノラマ）
- 怪奇ホテル（1991年 ほんとにあった怖い話Vol.13 実話漫画 体験者「つまみ枝豆」、朝日ソノラマ）
- 三国志 お好みの計(1992年、コンプティーク92/6号付録「少年三国志」、短編)
- 這い上がる電撃王(1993年、電撃王93/2号付録「電撃玉」、メディアワークス、短編）
- 勝家の野望 覇王伝（1993年、電撃王93/3号付録「電撃玉」、メディアワークス、短編）
- 大航海時代II 没落一直線（1993年、電撃王93/7号付録「電撃玉」、メディアワークス、短編）
- 勝家の野望 〜天翔記〜（1995年、コミック電撃大王Vol.4、メディアワークス、短編）
- ウラワザえもん（1994年 - 1996年、電撃少年、メディアワークス、「林・F・正之」名義、連載）
- ウラワザえもんS（1996年 - 1998年、電撃SEGA・EXおよび電撃SEGA SATURN、メディアワークス、「林・F・正之」名義、連載）
- 寝るが如く（1995年、アスキーコミック、連載）
- 花と小箱（1995年 - 1997年、コミックビーム、連載）
- ザ・ヨゴザンス-絶望の王国-(1991年、NETX、久保書店、「林正之F」名義)
- ザ・ヨゴザンス-絶望の王国II-(1991年、NETX、久保書店、「林正之A」名義)
- 役者バカ一代
- 丸に九字のジャングル地蔵
- 社会の窓(ファミ通ブロス)
- 林大先生ブログ（2008年 - 2010年、電撃黒「マ）王、メディアワークス、連載）
- レバー（2010年、電撃4コマ、メディアワークス、短編）